# Diedrich Carl Susemihl
Peter Jochen Diedrich Carl Susemihl, auch Diedrich Karl Susemihl, (* 21. Oktober 1802 in Barkow; † 21. Dezember 1866 in Plau, begraben in Schwerin) war ein deutscher Architekt und mecklenburgischer Baubeamter.

## Leben
Diedrich Carl Susemihl wurde im Pfarrhaus in Barkow als erster Sohn des Pastors (Johann Carl) August Susemihl (1760–1817) aus dessen zweiter Ehe mit (Diderica) Catarina Dorothea geb. Hobe(n) (ca. 1773–1853) geboren. Sein älterer Halbbruder Johann Friedrich Heinrich Susemihl (1794–1859) war als Kammeringenieur in Mecklenburg tätig. Sein jüngerer Bruder Georg Susemihl (1807–1843) wurde Pastor in Badendiek. Die Familie Susemihl entstammt einem weit verzweigten Pastorengeschlecht in Mecklenburg, dessen Wurzeln bis ins frühe 16. Jahrhundert zurückreichen. Über einen Zeitraum von 300 Jahren brachte diese Familie mehr als 25 Pastoren hervor. 
Über die schulische Ausbildung Susemihls ist wenig bekannt. Es ist jedoch anzunehmen, dass er häuslichen Unterricht erhielt. Ab 1826 trat er als Feldmessergehilfe bei Kammerkommissar Georg Christian Ahrendt in Schwerin in den Dienst. Von 1830 bis 1832 sammelte er Erfahrungen im Deich- und Schleusenbau in Teldau. Anschließend war er bis 1835 im Bereich des Wasserbaus an der Elde tätig, mit Wohnsitz in Dömitz. Die genauen Umstände seiner staatlichen Prüfung zum Bauconducteur sind nicht bekannt. Ab 1835 wird er jedoch als Bauconducteur im Chausseebau unter der Leitung von Oberbaurat Carl Heinrich Wünsch erwähnt. Da Oberbaurat Wünsch für sämtliche Belange im Großherzogtum Mecklenburg-Schwerin verantwortlich war, arbeitete der Bauconducteur Susemihl bereits im Jahr 1835 eng mit dem Domanialamt Bützow-Rühn zusammen. In dieser Zeit stand er unter anderem an der Seite von Georg Adolph Demmler und Landbaumeister Friedrich (Diedrich Helmuth) Flemming (1805–1883).
Im Jahr 1835 heiratete er Elisabeth Dorothea Amalia Friederika (Adolphine) Schultz, die 1810 geborene Tochter eines Erbpächters aus Woosmerhof. Ab 1839 ließ sich Diedrich Carl Susemihl in der Nähe des Geburtsorts seines Vaters in Bützow nieder und wurde 1842 zum Landbaumeister ernannt. In dieser Funktion übernahm er den Distrikt VII., der die Domanialämter Güstrow, Rossewitz und Bützow-Rühn umfasste, im Auftrag des Großherzoglichen Ministeriums der Finanzen.
Nach elf Ehejahren und drei gemeinsamen Kindern starb Adolphine Susemihl 1846, ihre letzte Ruhe fand sie auf dem Kirchhof am Klüschenberg in Bützow. Im Jahr 1847 schloss er seine zweite Ehe mit (Georgine) Wilhelmine Auguste Schnackenburg (1818–1875) und ließ sich in Güstrow nieder. 1860 erhielt er den großherzoglichen Auftrag zur Überwachung des Baus der Chaussee Schwerin-Güstrow, die sich von Keez bis nach Güstrow erstreckte. Diese Aufgabe erfüllte er als großherzoglicher Landbaumeister bis 1863. 1864 verlieh ihm der Großherzog den Titel eines Baurats, woraufhin er seinen Hauptwohnsitz nach Schwerin verlegte. Susemihl wurde als landesherrlicher Kommissar in die Chaussee-Verwaltungskommission für die gemeinsamen Landesmittel zur Unterhaltung der Chausseen in Schwerin berufen. Darüber hinaus trat er als großherzoglicher Kommissar in der Flussbau-Verwaltungskommission in Erscheinung und übernahm den Vorsitz der Kommission für die Errichtung und den Betrieb von Dampfkesseln sowie transportablen Dampfmaschinen. 
Der großherzogliche Baurat starb 1866 im Alter von 63 Jahren während einer Dienstreise in Plau am See an einer Lungenentzündung. Seine Beisetzung fand am Heiligabend in Schwerin statt.

## Bauwerke (Auswahl)
Bützow
- 1847–1849: Rathaus und Schulgebäude
- 1847: Umbau des Centralgefängnisses
- 1854: Amtshaus
- 1863: Realgymnasium Am Ausfall 32

Schwerin
- 1866: Umbau der Synagoge (gemeinsam mit Georg Daniel)[7]

## Schriften
- Ueber die flache Dachdeckung und die künstlichen Fusswege, wie auch über die billigsten Methoden solcher Ausführungen, nach gemachten Erfahrungen. Buchhandlung C. Kürschner, Schwerin 1843 (qc.ca).